# Puerto Machalilla
Puerto Machalilla, oder kurz: Machalilla, ist eine Ortschaft und eine Parroquia rural („ländliches Kirchspiel“) im Kanton Puerto López der ecuadorianischen Provinz Manabí. Die Parroquia besitzt eine Fläche von 141 km². Die Einwohnerzahl lag im Jahr 2010 bei 4989. Die Parroquia wurde am 20. März 1878 im Kanton Jipijapa eingerichtet. Im August 1994 wurde die Parroquia Teil des neu gegründeten Kantons Puerto López.

## Lage
Die Parroquia Puerto Machalilla liegt an der Pazifikküste. Das Areal wird im Norden von dem Flusslauf des Río Salaite, im Süden von dem des Río Salango begrenzt. Im Osten erheben sich die Berge der Cordillera Costanera mit teils Höhen von mehr als 700 m. Puerto Machalilla befindet sich an der Küste 10,5 km nordnordöstlich vom Kantonshauptort Puerto López. Die Fernstraße E15 (Manta–Santa Elena) führt durch Puerto Machalilla. 
Die Parroquia Puerto Machalilla grenzt im Norden an die Parroquia Puerto Cayo (Kanton Jipijapa), im Osten an die Parroquia Julcuy (ebenfalls im Kanton Jipijapa) sowie im Süden an die Parroquia Puerto López. 

## Wirtschaft
Die Parroquia verfügt über Sandstrände und ist ein beliebtes Touristenziel.

## Ökologie
Die Parroquia liegt größtenteils innerhalb des Nationalparks Machalilla.